# Conrad Homfeld
Conrad Homfeld (* 25. Dezember 1951 in Pinehurst, North Carolina) ist ein ehemaliger US-amerikanischer Springreiter und Olympiasieger. Bei den Olympischen Spielen von 1984 in Los Angeles gewann er auf Abdullah mit der Mannschaft die Goldmedaille und im Einzel die Silbermedaille.

## Werdegang
Homfeld gewann im Alter von 15 Jahren erste nationale Meisterschaften im Reitsport. Im Jahr 1976 gewann er mit dem Pferd Balbuco den Titel „leading grand prix horse“. 1978 gewann er mit Balbuco als Teil der US-amerikanischen Mannschaft die Bronzemedaille bei den Weltmeisterschaften in Aachen. Im Folgejahr wurde er von der American Grandprix Association (AGA) zum Reiter des Jahres gewählt. Im Jahr 1980 gewann er, als zweiter Reiter in der Geschichte, das Weltcupfinale. In diesem Jahr wurde er erneut zum Reiter des Jahres gewählt. Im Jahr 1984 nahm er mit dem Trakehner Schimmelhengst Abdullah an den Olympischen Spielen teil, nachdem er bereits 1980 für die (boykottierten) Spiele in Moskau nominiert war. Bei den Spielen 1984 gewann er mit der Mannschaft Gold und in der Einzelwertung Silber. Zusammen mit Abdullah gewann er im Folgejahr dann nochmals das Weltcupfinale. Bei den Weltmeisterschaften 1986 in Aachen konnte Homfeld erneut den Gewinn einer Silbermedaille im Einzel verbuchen. In diesem Jahr wurde er beim Weltcupfinale Dritter.
Nach dem Ende seiner sportlichen Laufbahn ist er als internationaler Parcoursbauer aktiv, so war er unter anderem für die Parcours beim Weltcupfinale 2003, bei den Stuttgart German Masters 2005, bei Global-Champions-Tour-Finale in Doha 2009 zuständig. Auch für die Parcours der Springreiter bei den Weltreiterspielen 2010 war er zuständig. Außerdem ist er als Trainer aktiv.